# 曼努埃尔·安东尼奥·罗哈斯
曼努埃尔·安东尼奥·罗哈斯（Manuel Antonio Rojas，1954年6月13日—)），智利足球运动员，司职中场。
罗哈斯曾效力于多家智利国内球队，最著名的是天主教大学竞技俱乐部。1982年，罗哈斯代表智利国家足球队参加了西班牙世界杯足球赛，身披16号战袍。